# Tony Pond
Tony Pond (23 novembre 1945 – 7 febbraio 2002) è stato un pilota di rally britannico.

## Biografia
Iniziò a gareggiare nei rally nel 1967, affacciandosi per la prima volta nelle competizioni internazionali nel 1974 al RAC Rally su Opel Ascona. La sua ultima gara fu nello stesso evento nel 1986 a bordo di una MG Metro 6R4 arrivando 6º in classifica.
La sua carriera nel WRC ha disputato 27 gare, con un totale di 68 punti e salendo due volte sul podio.
Nel 1990 stabilì il record di velocità per una vettura di serie sul circuito dell'Isola di Man (record rimasto imbattuto fino al 2011), con una velocità media superiore ai 160 km/h a bordo di una Rover 827.

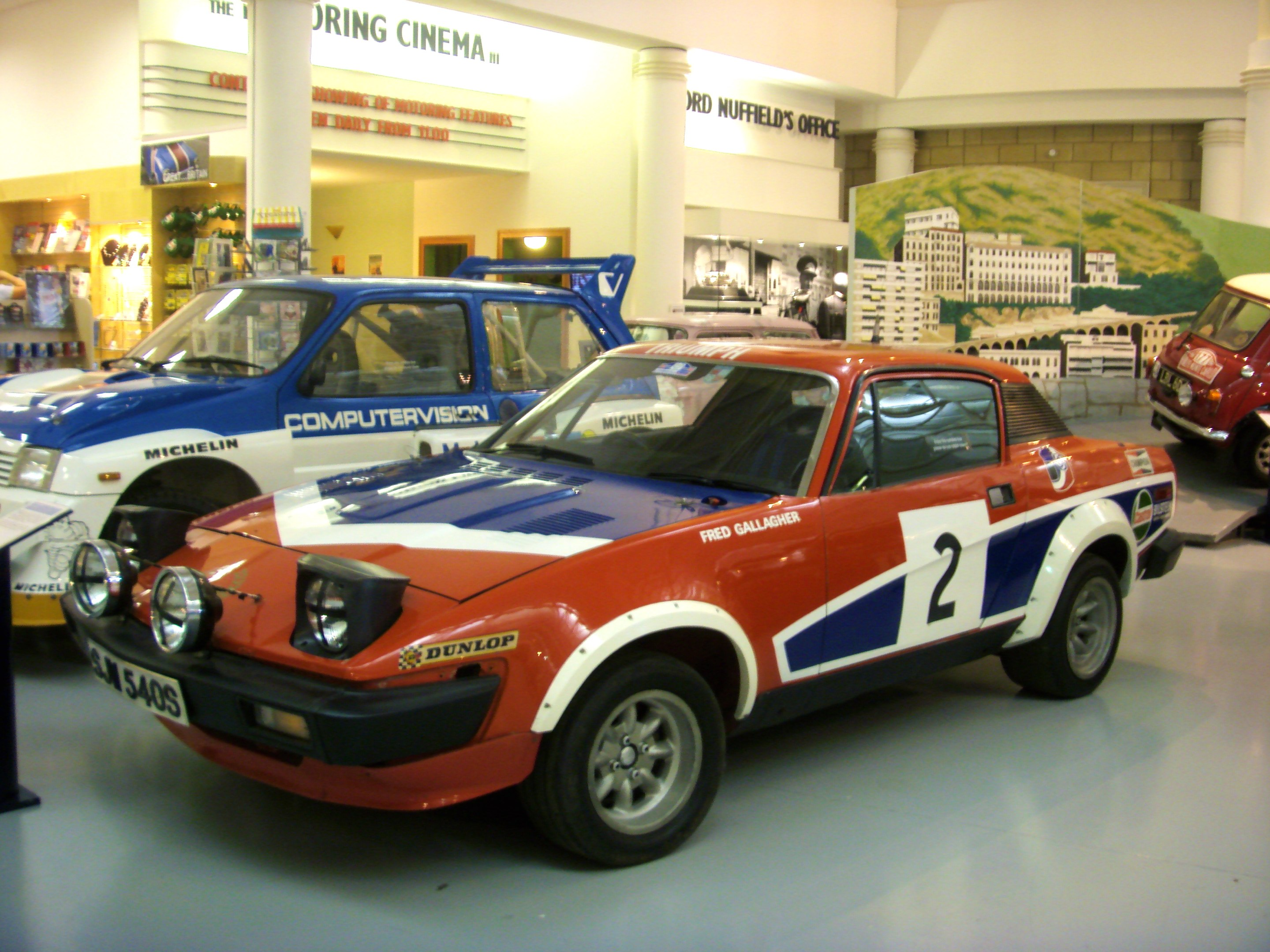
Triumph TR7 V8 Rally del 1978 guidata da Tony Pond

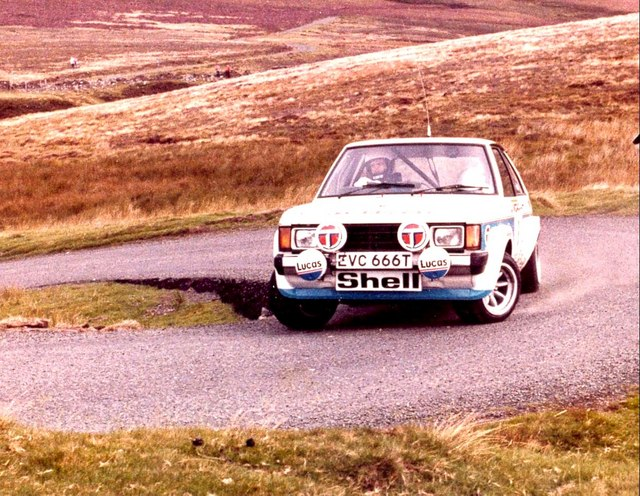
Tony Pond al Manx International Rally 1979

Morì il 7 febbraio 2002 a causa di un cancro del pancreas.

## Palmarès

### Podi nel mondiale rally
| Anno | Rally         | Copilota     | Vettura               | Pos. |
| ---- | ------------- | ------------ | --------------------- | ---- |
| 1981 | Tour de Corse | Ian Grindrod | Datsun Violet 160J GT | 3º   |
| 1985 | RAC Rally     | Rob Arthur   | MG Metro 6R4          | 3º   |

## Risultati nel mondiale rally

### ICM
- 1970 - Ford Cortina Lotus - ? al Rally di Gran Bretagna

### WRC
| 1974 | Scuderia         | Vettura            |  |  |  |  |  |  |     |  |  |  |  |  |  |  |  |  | Punti | Pos. |
| ---- | ---------------- | ------------------ |  |  |  |  |  |  | --- |  |  |  |  |  |  |  |  |  | ----- | ---- |
| 1974 | Dealer Team Opel | Opel Ascona 1.9 SR |  |  |  |  |  |  | Rit |  |  |  |  |  |  |  |  |  |       |      |

| 1975 | Scuderia         | Vettura          |  |  |  |  |  |  |  |  |  |   |  |  |  |  |  |  | Punti | Pos. |
| ---- | ---------------- | ---------------- |  |  |  |  |  |  |  |  |  | - |  |  |  |  |  |  | ----- | ---- |
| 1975 | Dealer Team Opel | Opel Kadett GT/E |  |  |  |  |  |  |  |  |  | 4 |  |  |  |  |  |  |       |      |

| 1976 | Scuderia             | Vettura     |  |  |  |  |  |  |  |  |  |     |  |  |  |  |  |  | Punti | Pos. |
| ---- | -------------------- | ----------- |  |  |  |  |  |  |  |  |  | --- |  |  |  |  |  |  | ----- | ---- |
| 1976 | British Leyland Cars | Triumph TR7 |  |  |  |  |  |  |  |  |  | Rit |  |  |  |  |  |  |       |      |

| 1977 | Scuderia | Vettura     |  |  |  |  |  |  |  |  |  |     |   |  |  |  |  |  | Punti | Pos. |
| ---- | -------- | ----------- |  |  |  |  |  |  |  |  |  | --- | - |  |  |  |  |  | ----- | ---- |
| 1977 |          | Triumph TR7 |  |  |  |  |  |  |  |  |  | Rit | 8 |  |  |  |  |  |       |      |

| 1978 | Scuderia                             | Vettura        |  |  |  |  |  |  |  |  |  |     |   |  |  |  |  |  | Punti | Pos. |
| ---- | ------------------------------------ | -------------- |  |  |  |  |  |  |  |  |  | --- | - |  |  |  |  |  | ----- | ---- |
| 1978 | British Leyland Cars British Airways | Triumph TR7 V8 |  |  |  |  |  |  |  |  |  | Rit | 4 |  |  |  |  |  |       |      |

| 1979 | Scuderia                    | Vettura              |  |  |  |  |  |  |  |  |   |  |     |  |  |  |  |  | Punti | Pos. |
| ---- | --------------------------- | -------------------- |  |  |  |  |  |  |  |  | - |  | --- |  |  |  |  |  | ----- | ---- |
| 1979 | Chrysler Competition Centre | Talbot Sunbeam Lotus |  |  |  |  |  |  |  |  | 4 |  | Rit |  |  |  |  |  | 10    | 22º  |

| 1980 | Scuderia             | Vettura        |  |  |     |  |  |  |  |  |  |  |   |  |  |  |  |  | Punti | Pos. |
| ---- | -------------------- | -------------- |  |  | --- |  |  |  |  |  |  |  | - |  |  |  |  |  | ----- | ---- |
| 1980 | British Leyland Cars | Triumph TR7 V8 |  |  | Rit |  |  |  |  |  |  |  | 7 |  |  |  |  |  | 4     | 42º  |

| 1981 | Scuderia                                | Vettura                                                        |  |  |   |  |   |  |  |  |  |     |  |     |  |  |  |  | Punti | Pos. |
| ---- | --------------------------------------- | -------------------------------------------------------------- |  |  | - |  | - |  |  |  |  | --- |  | --- |  |  |  |  | ----- | ---- |
| 1981 | Team Datsun Europe Dealer Team Vauxhall | Datsun Violet 160J Datsun Violet GT Vauxhall Chevette 2300 HSR |  |  | 5 |  | 3 |  |  |  |  | Rit |  | Rit |  |  |  |  | 20    | 16º  |

| 1982 | Scuderia                                                                                     | Vettura                                                       |  |  |     |   |  |     |     |  |  |  |  |     |  |  |  |  | Punti | Pos. |
| ---- | -------------------------------------------------------------------------------------------- | ------------------------------------------------------------- |  |  | --- | - |  | --- | --- |  |  |  |  | --- |  |  |  |  | ----- | ---- |
| 1982 | Team Nissan Europe D.T. Dobie & Co N.I. Theocharakis Nissan Motor Co. Ltd Blydenstein Racing | Nissan Violet GT Nissan Violet GTS Vauxhall Chevette 2300 HSR |  |  | Rit | 4 |  | Rit | Rit |  |  |  |  | Rit |  |  |  |  | 10    | 23º  |

| 1983 | Scuderia           | Vettura      |  |  |  |  |   |  |  |  |  |  |  |  |  |  |  |  | Punti | Pos. |
| ---- | ------------------ | ------------ |  |  |  |  | - |  |  |  |  |  |  |  |  |  |  |  | ----- | ---- |
| 1983 | Team Nissan Europe | Nissan 240RS |  |  |  |  | 6 |  |  |  |  |  |  |  |  |  |  |  | 6     | 28º  |

| 1984 | Scuderia         | Vettura            |  |  |  |  |  |  |  |  |  |  |  |     |  |  |  |  | Punti | Pos. |
| ---- | ---------------- | ------------------ |  |  |  |  |  |  |  |  |  |  |  | --- |  |  |  |  | ----- | ---- |
| 1984 | Unipart Rallying | Rover 3500 Vitesse |  |  |  |  |  |  |  |  |  |  |  | Rit |  |  |  |  | 0     |      |

| 1985 | Scuderia        | Vettura      |  |  |  |  |  |  |  |  |  |  |  |   |  |  |  |  | Punti | Pos. |
| ---- | --------------- | ------------ |  |  |  |  |  |  |  |  |  |  |  | - |  |  |  |  | ----- | ---- |
| 1985 | Austin Rallying | MG Metro 6R4 |  |  |  |  |  |  |  |  |  |  |  | 3 |  |  |  |  | 12    | 18º  |

| 1986 | Scuderia         | Vettura      |     |  |     |  |     |  |  |  |  |  |  |   |  |  |  |  | Punti | Pos. |
| ---- | ---------------- | ------------ | --- |  | --- |  | --- |  |  |  |  |  |  | - |  |  |  |  | ----- | ---- |
| 1986 | Austin Rover WRT | MG Metro 6R4 | Rit |  | Rit |  | Rit |  |  |  |  |  |  | 6 |  |  |  |  | 6     | 36º  |

| Legenda | 1º posto | 2º posto | 3º posto | A punti | Senza punti | Ritirato | Squalificato | NP=Non partito C=Gara cancellata | Apice=Power stage |